# Herbert Weyher
Herbert Weyher (* 11. September 1904; † 19. Oktober 1970 in Hannover) war ein deutscher Verwaltungsjurist, zuletzt Präsident der Klosterkammer Hannover.

## Leben
Geboren als Sohn eines Zollrats, besuchte Weyher das Quirinus-Gymnasium Neuss. Nach dem Abitur absolvierte er eine Banklehre. Im Sommersemester 1927 begann er an der Georg-August-Universität Rechtswissenschaft zu studieren. 1928 wurde er im Corps Teutonia recipiert. 1931 bestand er das Referendarexamen. Im selben Jahr wurde er in Göttingen zum Dr. iur. promoviert. Eine erste Anstellung erhielt er im Reichswirtschaftsministerium. In der Nachkriegszeit in Deutschland ließ er sich als Rechtsanwalt in Hannover nieder. 1957 wurde er als Oberregierungsrat und Sachbearbeiter für Kirchenfragen im Niedersächsischen Kultusministerium wieder in den Staatsdienst berufen. In dieser Funktion war er maßgeblich am Zustandekommen des Konkordats zwischen dem Land Niedersachsen und dem Heiligen Stuhl beteiligt. 1964 wurde Weyher Direktor der Klosterkammer, 1968 wurde er zum Präsidenten der Behörde berufen. Mit 66 Jahren gestorben, wurde er auf dem Friedhof des Klosters Marienwerder beigesetzt.

## Auszeichnungen
- Silvesterorden, Komturkreuz
- Verdienstorden der Bundesrepublik Deutschland, Bundesverdienstkreuz 1. Klasse
- Ehrenzeichen des Deutschen Roten Kreuzes